# Словенци у Србији
Словенци у Србији су грађани Србије словеначке етничке припадности. Према попису становништва из 2022. у Србији живи 2.829 Словенаца.

## Пописи Србије
- 1948: 20998
- 1953: 20717
- 1961: 19957
- 1971: 15957
- 1981: 12006
- 1991: 8001
- 2002: 5104
- 2011: 4033[2]

## Знамените личности
- Породица Рибникар
- Дарја Алауф, пливачица, учесница ЛОИ 1992.
- Матија Амброжић, професор Медицинског факултета у Београду.
- Наталија Бјелајац (рођено име Антонија Јаворник), хероина српске војске 1912. — 1918.
- Златан Вауда, композитор
- Ивана Жигон, глумица
- Стево Жигон, глумац
- Даворин Јенко, композитор
- Дивна Карлеуша, радио водитељ
- Мајда Курник, сликар
- Мирослав Лазански, новинар и војнополитички коментатор
- Миховил Логар, композитор
- Стефан Недок, хирург српске војске
- Бојан Ступица, редитељ, професор, архитекта
- Гоца Тржан, певачица
- Станислав Хочевар, београдски митрополит и надбискуп
- Франц Перко, београдски митрополит и надбискуп
- Алојз Турк, београдски надбискуп
- Драган Холцер, фудбалер
- Мирослав Хубмајер, официр и волонтер у Невесињској пушци
- Ана Штајдохар, певачица
- Јана Шуштершич, певачица